# Wattston
Wattston är en by i North Lanarkshire i Skottland. Byn är belägen 5 km 
från Cumbernauld. Orten har 550 invånare (2018).